# Convoy
Convoy és una població dels Estats Units a l'estat d'Ohio. Segons el cens del 2000 tenia 1.110 habitants.

## Demografia
Segons el cens del 2000, Convoy tenia 1.110 habitants, 424 habitatges, i 309 famílies. La densitat de població era de 765,3 habitants per km².
Dels 424 habitatges en un 35,1% hi vivien nens de menys de 18 anys, en un 52,6% hi vivien parelles casades, en un 15,3% dones solteres, i en un 26,9% no eren unitats familiars. En el 24,8% dels habitatges hi vivien persones soles l'11,6% de les quals corresponia a persones de 65 anys o més que vivien soles. El nombre mitjà de persones vivint en cada habitatge era de 2,55 i el nombre mitjà de persones que vivien en cada família era de 3,01.
Per edats la població es repartia de la següent manera: un 27,5% tenia menys de 18 anys, un 10,3% entre 18 i 24, un 25,6% entre 25 i 44, un 21,1% de 45 a 60 i un 15,6% 65 anys o més.
L'edat mediana era de 35 anys. Per cada 100 dones de 18 o més anys hi havia 89,4 homes.
La renda mediana per habitatge era de 38.500 $ i la renda mediana per família de 43.250 $. Els homes tenien una renda mediana de 29.420 $ mentre que les dones 26.300 $. La renda per capita de la població era de 17.102 $. Aproximadament el 6,3% de les famílies i el 6,3% de la població estaven per davall del llindar de pobresa.

## Poblacions més properes
El següent diagrama mostra les poblacions més properes.